# Andreas Jeitteles

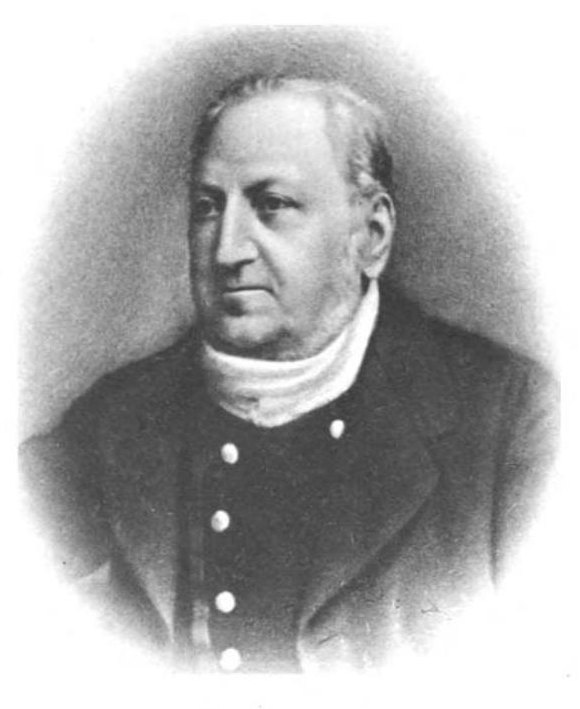
Andreas Jeitteles

Andreas Jeitteles (* 24. November 1799 in Prag; † 1878) war ein  Mediziner, Schriftsteller und Politiker.

## Leben und Familie
Andreas Ludwig Jeitteles entstammte einer deutschsprachigen jüdischen Gelehrten-Familie aus Böhmen, die zahlreiche Wissenschaftler und Schriftsteller im 18. und 19. Jahrhundert hervorgebracht hatte, z. B. den Journalisten und Erzähler Ignaz Jeitteles (1783–1843) und den Lustspieldichter und Arzt Alois Jeitteles. Auch seine Söhne, der Germanist Adalbert (1831–1908) und der Zoologe Ludwig Jeitteles (1830–1883) waren bekannte Gelehrte.
Andreas Jeitteles studierte an den Universitäten Wien und Graz Medizin und schloss sein Studium 1825 mit der Promotion zum Dr. med. ab.

## Wissenschaftliche und politische Laufbahn
Nach dem Abschluss seines Studiums wurde er 1829 Prosektor an der anatomischen Lehrkanzel der Universität Wien, 1835 wechselte er an die medizinische Fakultät der Universität in Olmütz, wo er für die Jahre 1841/2 zum Rektor gewählt wurde. Bei Ausbruch der Revolution 1848 wurde er für den Wahlkreis Olmütz/Mähren als Kandidat für die Frankfurter Nationalversammlung aufgestellt und auch gewählt. Er nahm am 20. Mai 1848 seinen Sitz in Frankfurt ein und blieb zunächst fraktionslos. Aber schon bald schloss er sich der Fraktion „Märzverein“ an, der viele namhafte Abgeordnete angehörten (z. B. Ludwig Feuerbach und Ferdinand Freiligrath), die sich, links-liberal, für die demokratischen Freiheits- und Grundrechte einsetzten. Enttäuscht über das weitgehende Scheitern dieser Bemühungen und der beginnenden Gegenrevolution in Preußen und Österreich, legte er am 25. Januar 1849 sein Mandat nieder.

## Literarische Bemühungen
Andreas Jeitteles veröffentlichte nicht nur wissenschaftliche Werke, sondern war auch als belletristischer Schriftsteller, allerdings unter dem Pseudonym Justus Frey, unter dem er als Lyriker und Dramatiker schrieb, fruchtbar.

## Werke

### Wissenschaftliche Schriften
- Elemente der Anthropophysiologie aus dem Standpunkt der fortgeschrittenen Wissenschaft, 1838.
- Auch ein Wort über den Kampfer. In: Med. Jahrbuch des k.k. österr. Staates, Band 22, S. 105 f., 1840.
- Aufforderung zur Begründung einer vergleichenden Psychologie und Zoopsychologie. In: Med. Jahrbuch des k.k. österr. Staates, Band 22, S. 177 f., 1840.
- Historisches über Reflexbewegungen: In Prager Vierteljahresschrift für praktische Medizin, 1858.
- Gibt es eine Knochensyphilis oder sind die in der Syphilis auftretenden Knochenleiden Produkte des Quecksilbergebrauchs? 1862.

### Belletristik
- Dichtungen, 2 Bände, 1894 herausgegeben von A. Jeitteles
- Gesammelte Dichtungen, 1902 herausgegeben von A. Jeitteles